# Räuchermann

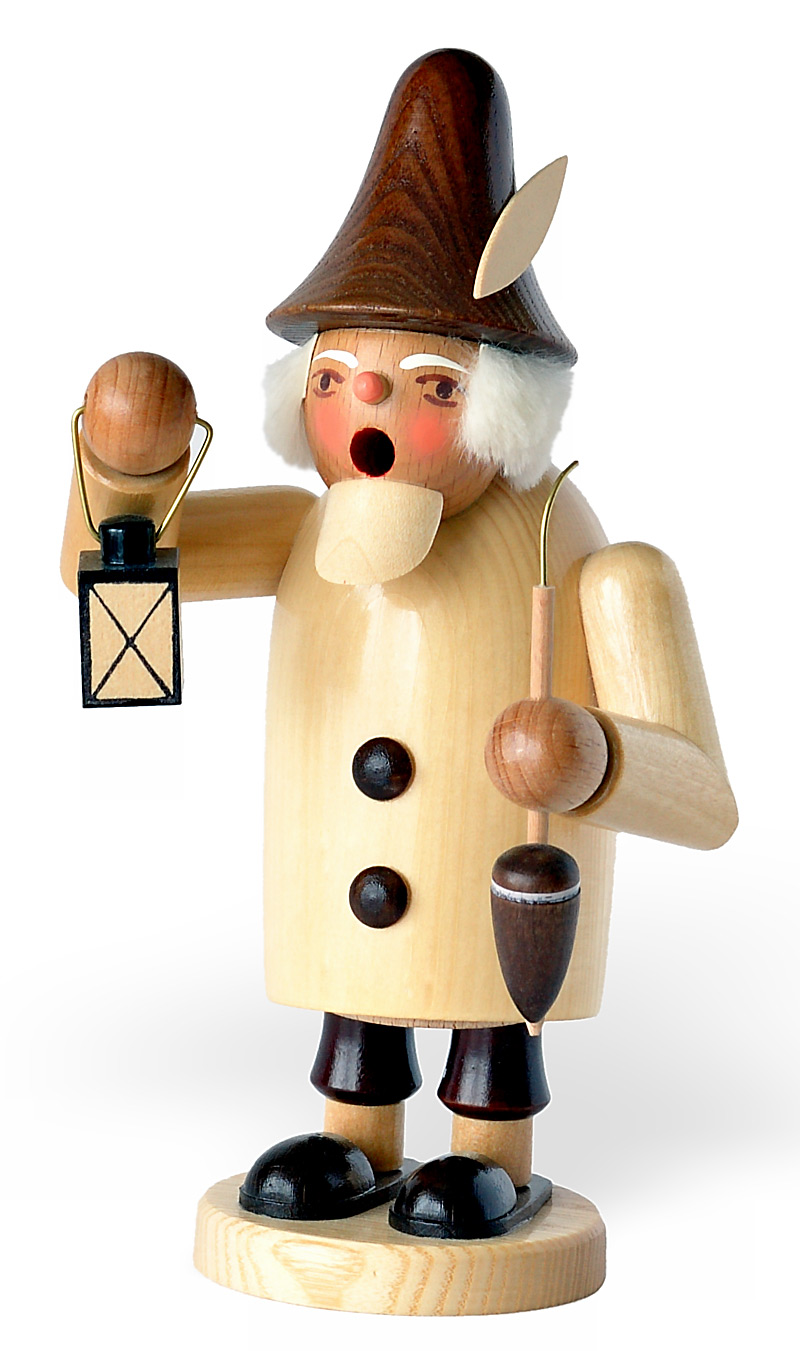
Un Räuchermännchen.

Il Räuchermann (diminutivo: Räuchermännchen) è un incensiere tipico tedesco, che ha origine sui Monti Metalliferi.
Si tratta di un pupazzo di legno, all'interno del quale viene posto l'incenso; l'incenso brucia e il fumo fuoriesce dalla bocca del pupazzo.
Il Räuchermann è stato menzionato la prima volta nel 1850 ed è oggi giorno uno dei più comuni e classici componenti dell'arredamento natalizio tipico dei Monti Metalliferi.